# تاکویا آبه
تاکویا آبه (ژاپنی: 阿部 琢久哉؛ زادهٔ ۲۷ نوامبر ۱۹۸۴) یک بازیکن فوتبال اهل ژاپن است.
از باشگاه‌هایی که در آن بازی کرده‌است می‌توان به باشگاه فوتبال بلاوبلیتز آکیتا و باشگاه فوتبال ماتسوموتو یاماگا اشاره کرد.